# キャッピー・ポンデクスター
キャッピー・ポンデクスター（Cappie Pondexter、1983年1月7日 - ）は、アメリカ合衆国イリノイ州シカゴ出身の女子プロバスケットボール選手である。ポジションはシューティングガード。WNBA・シカゴ・スカイ所属。

## 来歴
ジョン・マーシャル・メトロポリタン高校で全米MVP獲得後、ラトガース大学に進学。
2006年、ドラフト全体2位でフェニックス・マーキュリーに入団。1年目よりオールスター出場とともにオールルーキーチームに選出される。
2007年にはWNBA優勝に貢献し、ファイナルMVPに選ばれた。
北京五輪の米国代表にも選出され、金メダルを獲得。
2010年、ニューヨーク・リバティに移籍。
2015年、シカゴ・スカイに移籍。
ヨーロッパでもフェネルバフチェ、エカテリンブルクでプレーしている。

## 経歴

### 大学
- ラトガース大学

### WNBA
- 2006-2009 : フェニックス・マーキュリー
- 2010-2014 : ニューヨーク・リバティ
- 2015- : シカゴ・スカイ

### 国外
- 2006-2008 : フェネルバフチェ
- 2008- : エカテリンブルク

## 問題発言
3月11日に日本で起きた2011年東北地方太平洋沖地震の日本の被害について3月12日に「真珠湾攻撃の報い」とツイッター上に書き込み、その発言に抗議した人に対して「お前はジャップか?」などという人種差別的な書き込みを行った。その後3月14日にこの発言に対して謝罪している